# Black Emanuelle
Black Emanuelle (Emanuelle nera) är en italiensk film från 1975, regisserad av Bitto Albertini med Laura Gemser i titelrollen.
Filmen gjordes strax efter att den franska Emmanuelle blivit en stor internationell succé. De har ingen koppling annat än namnet, som i Black Emanuelle dock stavas med bara ett "m". Den indonesisk-nederländska skådespeleskan Laura Gemser spelar journalisten och fotografen Mae Jordan, alias Emanuelle, som åker till Afrika där hon har diverse erotiska äventyr.
Albertini gjorde en uppföljare, Black Emmanuelle No 2, med Sharon Lesley i huvudrollen. Sedan gjorde Joe d'Amato en rad uppföljare, åter med Gemser i huvudrollen, bland andra Emanuelle and the Last Cannibals (1977). I början av 1980-talet spelade Gemser Emanuelle i två kvinnofängelsefilmer regisserade av Bruno Mattei.
Ett flertal andra orelaterade filmer med Laura Gemser i huvudrollerna lanserades på vissa marknader med "Emanuelle" i titeln och Gemsers karaktär omdöpt till Emanuelle i den engelska dubbningen.